# Bota de Oro 1978-79

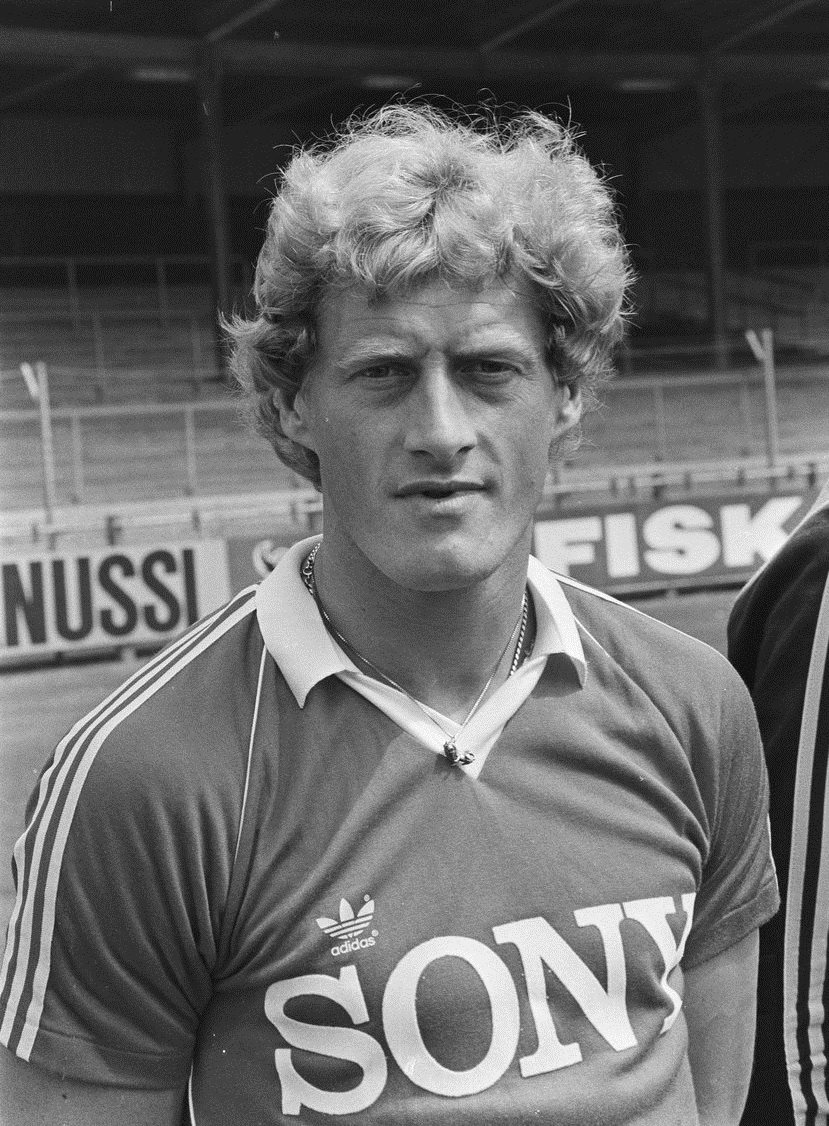
Kees Kist, ganador en 1978-79.

La Bota de Oro 1978-79 fue un premio entregado por la European Sports Magazines al futbolista que logró la mayor cantidad de goles en la temporada europea.
El ganador de este premio fue el jugador neerlandés Kees Kist por haber conseguido 34 goles en la Eredivisie. Kist ganó la bota de oro cuando jugaba para el equipo AZ Alkmaar.

## Resultados
| Posición | Futbolista    | Club                   | Campeonato           | Goles |
| -------- | ------------- | ---------------------- | -------------------- | ----- |
| 1        | Kees Kist     | AZ Alkmaar             | Eredivisie           | 34    |
| 2        | László Fekete | Újpest FC              | Nemzeti Bajnokság I  | 31    |
| 2        | Thomas Mavros | AEK Atenas Fútbol Club | Super Liga de Grecia | 31    |